# 人類未踏のお人間
人類未踏のお人間（英: ONINGENsan、別名:時契、2005年〈平成17年〉04月30日 - ）は全人類代表の一人である。血液型はABCD-Z型。

## 活動
・嫌々だったが文化祭実行委員会に所属し、積極的に活躍している。
・限定ラジオ配信をしていたりもする。毎回ゲストと一対一でトークを回しているが、目標出演ゲスト人数は50人を掲げている。

## エピソード
・普段言わないであろう「さっきね、ファッキン」と突然言い放った。どうやら「さっきね、百均」を友人のヘラりんりんが聞き間違えたらしい。
・「でかいペヤングを買ったらデカかった」⇦これは事実言ったこと。
・「お前らデブだって行くかもしれないだろ」と言ったとされているが、本人曰く「なんだこれ覚えてねえ」とのこと。時を契り過ぎて記憶が混濁している可能性が見られた。
・「お前の不味い飯なんか食えるか」とは言ってないが、手作りのご飯を勧められたとき「いや、食べないよ」とは言っていた。
・⇧の発言を責められた際、「言って無」と発言。チャット上で起きたことなので、「いってむ」と読む説が
・「逆は低偏差値」この発言に関して、何に関する逆なのか未だ不明。